# Mikrogeophagus
Mikrogeophagus is een geslacht van straalvinnige vissen uit de familie van cichliden (Cichlidae).

## Soorten
- Mikrogeophagus altispinosus (Haseman, 1911)
- Mikrogeophagus ramirezi Myers & Harry, 1948  – Antennebaarsje